# Абель Катрина
Абель Катрина (дат. Abel Cathrine; около 1626—1676) — датская придворная дама и меценат. Она была фавориткой королевы Дании Софии Амалии Брауншвейг-Люнебургской и получила известность как основательница Фонда Абель Катрины (дат. Abel Cathrines Stiftelse). В её честь названа одна из улиц Копенгагена, столицы Дании.

## Биография
Абель Катрина родилась в Шлезвиг-Гольштейне примерно в 1626 году. Она никогда не пользовалась фамилией, но считается, что она была незаконнорождённой дочерью немецкого дворянина из рода фон дер Виш. Вероятно, она служила при дворе королевы Дании Софии Амалии, когда та прибыла в страну в 1643 году. В 1655 году Абель Катрина вышла замуж за придворного чиновника Ганса Хансена Остена (1617—1672), который был смотрителем (proviantskriver) в Провиантгордене на острове Слотсхольмен и в Копенгагенском замке, а также коронным управляющим поместьями королевы Софии Амалии на островах Лолланн и Фальстер. В дополнение к своим обязанностям по управлению королевскими поместьями, Остен также накопил большое состояние за счёт своих личных инвестиций. Формально Абель Катрина оставила свою должность фрейлины королевы после своего замужества, но на практике она оставалась приближённой фавориткой Софии Амалии, которая оказывала ей множество милостей.
После смерти своего супруга в 1672 году Абель Катрина приобрела поместье Ульриксхольм (Ulriksholm Slot), относившееся к приходу Кёльструп. Она также использовала большую часть своего богатства на благотворительные цели. Абель Катрина основала фонд, нацеленный на обеспечение жильём бедных в Копенгагене. Абель Катрина умерла в новогодние дни в 1676 году. Согласно её завещанию среди прочего была создана больница в Ульриксхольме и ряд стипендий. Она, как и её муж, были похоронены в церкви Хольмен в Копенгагене, где в 1674 году художник Абрахам Вухтерс написал её двойной портрет
.